# Резолюция Совета Безопасности ООН 1528
Резолюция Совета Безопасности Организации Объединённых Наций 1528, принятая единогласно 27 февраля 2004 года, на основании резолюций 1464 (2003), 1479 (2003), 1498 (2003), 1514 (2003) и 1527 (2004) о ситуации в Кот-д’Ивуаре, Совет учредил Операцию Организации Объединённых Наций в Кот-д’Ивуаре (ОООНКИ) на первоначальный период в двенадцать месяцев.

## Резолюция

### Наблюдения
Совет Безопасности одобрил «Соглашение Лина-Маркуси» и приветствовал прогресс в области разоружения, демобилизации и реинтеграции (РДР) и возвращение «Новых сил» в правительство, включая диалог. Он призвал все стороны воздерживаться от нарушений прав человека и международного гуманитарного права и положить конец безнаказанности. Была выражена обеспокоенность по поводу ухудшения экономической ситуации в стране и последствий для субрегиона.
В преамбуле резолюции приветствуются усилия Африканского союза по поддержке процесса мира и примирения в Кот-д’Ивуаре, в том числе усилия Экономического сообщества западноафриканских государств (ЭКОВАС) и французских сил. Он принял к сведению просьбы президента Кот-д’Ивуара Лорана Гбагбо и ЭКОВАСА преобразовать Миссию Организации Объединённых Наций в Кот-д’Ивуаре (МООНКИ) в миссию по поддержанию мира. По мнению Совета, прочная стабильность в стране будет зависеть от мира в субрегионе, особенно в Либерии.

### Действия
Действуя в соответствии с главой VII Устава Организации Объединённых Наций, Совет учредил ОООНКИ на первоначальный период в двенадцать месяцев с 4 апреля 2004 года, скомпрометировав 6240 сотрудников Организации Объединённых Наций, включая 200 военных наблюдателей и 320 полицейских, в дополнение к гражданскому, судебному и исправительному компонентам. Миссиям Организации Объединённых Наций в Западной Африке было рекомендовано оказывать ОООНКИ поддержку, а ОООНКИ было предложено сотрудничать с Миссией Организации Объединённых Наций в Сьерра-Леоне (МООНСЛ) и Миссией Организации Объединённых Наций в Либерии (МООНЛ).
Мандат ОООНКИ будет включать: наблюдение за вооруженными группами и прекращением огня; программу разоружения, демобилизации, реинтеграции, репатриации и расселения; защиту персонала Организации Объединённых Наций и гражданского населения; поддержку осуществления мирного процесса; продвижение прав человека; использование потенциала общественной информации и поддержание правопорядка. Кроме того, ему было разрешено использовать все необходимые средства для выполнения своего мандата, а «Соглашение о статусе сил» было запрошено в течение 30 дней.
В резолюции подчеркивается важность полного осуществления «Соглашения Лина-Маркуси» и того, чтобы ивуарийские стороны могли гарантировать безопасность и свободу передвижения персонала ОООНКИ. Правительству было предложено осуществить и завершить программу РДР, распустить вооруженные группы, реорганизовать вооруженные силы и службы безопасности и пресечь подрывные уличные протесты. А также была потребована поддержка международного сообщества, чтобы помочь экономическому развитию Кот-д’Ивуара.
Мандат ЭКОВАС и французских сил, действующих в стране, был продлен ещё на двенадцать месяцев, при этом Франция должна была отчитаться о своем мандате. Наконец, генеральный секретарь Кофи Аннан попросил держать Совет в курсе ситуации в Кот-д’Ивуаре.

## Голосование
| За (15) | Воздержались (0) | Против (0) |
| --- | ---------------- | ---------- |
| - Китай - Франция - Россия - Великобритания - США - Алжир - Ангола - Бенин - Бразилия - Чили - Испания - Германия - Пакистан - Филиппины - Румыния |                  |            |

* жирным выделены постоянные члены Совета Безопасности ООН